# Gülcemal Kadın
Gülcemal Kadın o Gül-Cemâl Kadınefendi ( en turco otomano: کل جمال قادین‎  ; " cara de rosa " c. 1826 - 29 de noviembre de 1851); También conocida como Gülcemal Sultan en occidente, fue la consorte de origen bosnio del sultán Abdulmejid I y madre del sultán Mehmed V del Imperio Otomano. No alcanzó ser Valide Sultan de su hijo porque falleció 58 años antes de que su hijo ascendiera al trono otomano.

## Primeros años de vida
De origen bosnio, Gülcemal Kadın nació en 1826 (posiblemente) en Sarajevo. Tenía una hermana llamada Bimisal Hanım. También estaba emparentada con Sabit Bey, quien se convirtió en maestro de túnicas de su hijo, el sultán Mehmed Reşad, y su hermana, la sexta Hazinedar del sultán, Nevfer Kalfa. Era rubia, de cabellos lacios y conocida por su extraordinaria belleza, pero de delicada salud lamentablemente.

## Casamiento
Gülcemal se casó con Abdulmejid en 1840 y recibió el título de "Tercer Ikbal" (Tercera concubina). Fue una de las consortes más queridas del sultán.
El 1 de noviembre de 1840, la pareja concibió a su primer hijo, una niña, a la que el sultán llamo Fatma Sultan, en el Palacio Viejo de Beşiktaş.
Después de dos años como "Ikbal" en 1842, fue elevada al título de "Segunda Ikbal". El 3 de febrero de ese mismo año, dio a luz a dos gemelas, Refia Sultan y Hatice Sultan (esta última falleció recién nacida) en el Palacio Viejo de Beşiktaş.
En 1843 fue elevada al puesto y título de "Quinto Kadın". El 2 de noviembre de 1844, dio a luz a su cuarto hijo y uno heredero masculino de la pareja, Şehzade Mehmed Reşad (futuro Mehmed V ) en el Palacio Viejo de Çırağan. En 1845, después de tres meses fue elevada al título de "Cuarta Kadın".

## Muerte
Gülcemal falleció lamentablemente de tuberculosis el 29 de noviembre de 1851 en Estambul, posiblemente a sus 25 o 27 años de edad, dejando al pequeño Şehzade Mehmed de tan solo 7 años sin madre. Nunca fue Valide Sultan para su hijo, porque murió 58 años antes de la ascensión al trono otomano de Mehmed Reşad . Está enterrada en el mausoleo de las damas imperiales en la Mezquita Nueva de Estambul .
Sus tres hijos vivos, después de su fallecimiento fueron adoptados por Servetseza Kadın, la primera esposa de Abdulmejid.
Realmente amada por Abdülmecit, hizo todo lo posible para salvar su vida de la enfermedad que estaba acabando con su vida . A su médico, İsmail Paşah, le declaró: ”… He tenido las conversaciones más genuinas con esta mujer. Desde que era joven, la he amado con todo mi corazón. . “. Después de su muertes se dice que el sultán cayo en una tristeza inmensa, pero estos rumores no se han comprobado aún.

## Legado
El transatlántico SS Germanic (transatlántico británico construido en los astilleros de Harland and Wolff en 1874) pasó a llamarse Gul Djemal cuando ingresó al servicio otomano en 1911, en memoria de Gülcemal Kadın. Cuando el barco se vendió una vez más, esta vez a Turkiye Seyrisefain Idaresi, pasó a llamarse Gulcemal oficialmente.

## Descendencia
Abdülmecit I y Gülcemal, tuvieron cuatro hijos, entre ellos el heredero masculino Mehmed VI: 
| Nombre         | Nacimiento             | Muerte               | notas                                                           |
| -------------- | ---------------------- | -------------------- | --------------------------------------------------------------- |
| Fatma Sultan   | 1 de noviembre de 1840 | 26 de agosto de 1884 | se casó dos veces y tuvo descendencia, un hijo y dos hijas      |
| Refia Sultan   | 7 de febrero de 1842   | 4 de enero de 1880   | Hermana gemela de Hatice Sultan, se casó una vez, tuvo una hija |
| Hatice Sultan  | 7 de febrero de 1842   | 1842                 | Hermana gemela de Refia Sultan                                  |
| Mehmed Reşad V | 2 de noviembre de 1844 | 3 de julio de 1918   | 35 ° Sultán del Imperio Otomano                                 |

## En literatura
- Gülcemal es un personaje de la novela histórica de Hıfzı Topuz Abdülmecit: İmparatorluk Çökerken Sarayda 22 Yıl: Roman (2009).[23]